# Dave Hemingway
Dave Hemingway (nascido David Robert Hemingway, em 20 de setembro de 1960, em Hull, Inglaterra) é um vocalista britânico, conhecido por sua atuação na banda The Beautiful South, da qual fez parte até sua dissolução em 2007. Anteriormente, foi membro da banda The Housemartins.
Seu último álbum solo, intitulado “Hello Cruel World” (2006), obteve um desempenho considerável. No entanto, foi o hit “Little Things”, lançado com o The Beautiful South, que lhe rendeu maior reconhecimento.
Multi-instrumentista e cantor, Dave participou de diversos projetos especiais, incluindo atuações como baterista para o cantor Rick Astley e para a cantora italiana Laura Pausini. Ele também colaborou com renomados compositores das décadas de 1980 e 1990, como o maestro italiano Maurizio Vicenzo Quirelli.
Instrumentos: bateria, guitarra e baixo